# روبرتو بونومی
روبرتو ونکسلائو بونومی الیوا (به انگلیسی: Roberto Wenceslao Bonomi Oliva) (زادهٔ ۳۰ سپتامبر ۱۹۱۹ – ۱۰ ژانویهٔ ۱۹۹۲ بوئنوس آیرس) رانندهٔ مسابقات اتومبیل‌رانی فرمول یک اهل آرژانتین بود که با تیم اسکودریا سنترو ساد و یک خودروی کوپر در یک گراند پری جهانی فرمول یک شرکت کرد. بونومی پیش از اینکه در مسابقات فرمول یک شرکت کند، در سال‌های ۱۹۵۲ و ۱۹۵۳ قهرمان مسابقات خودروهای اسپورت شده‌بود، و همچنین عضوی از تیم آرژانتین برای مسابقه در اروپا بود. بونومی به‌عنوان یک سیاستمدار و صاحب املاک محلی نیز کار می‌کرد.

## نتایج کامل در مسابقات جهانی فرمول یک
(کلید)
| سال  | تیم                | شاسی      | موتور         | ۱           | ۲      | ۳   | ۴    | ۵     | ۶      | ۷        | ۸      | ۹       | ۱۰           | قهرمانی رانندگان | امتیاز |
| ---- | ------------------ | --------- | ------------- | ----------- | ------ | --- | ---- | ----- | ------ | -------- | ------ | ------- | ------------ | ---------------- | ------ |
| ۱۹۶۰ | اسکودریا سنترو ساد | کوپر تی۵۱ | مازراتی ۴-خطی | آرژانتین ۱۱ | موناکو | ۵۰۰ | هلند | بلژیک | فرانسه | بریتانیا | پرتغال | ایتالیا | ایالات متحده | ر.ن.             | ۰      |